# Eliotropio
L'eliotropio, o elitropia (in latino, heliotropium; in greco, ἡλιοτρόπιον),  è una forma di calcedonio (che è una miscela criptocristallina di quarzo e del suo polimorfo monoclino mogánite).
Il "classico" eliotropio è calcedonio verde scuro con macchie rosso-arancio dovute a inclusioni di ossido di ferro o diaspro.
A volte, le inclusioni sono di colore giallo (actinolite), nel qual caso al minerale viene dato l'antico nome di plasma.
Le inclusioni rosse dovrebbero assomigliare a macchie di sangue, per questo viene erroneamente chiamato anche diaspro sanguigno e, in inglese, bloodstone.
Il nome eliotropio (dal greco ήλιος helios, sole e τρέπειν trepein, girare) deriva da varie antiche nozioni circa il modo in cui il minerale riflette la luce; queste sono descritte, per esempio, da Plinio il Vecchio (Naturalis historia XXXVII.165).
L'eliotropio è l'oggetto di una delle novelle del Decameron di Boccaccio (Calandrino e l'elitropia/Calandrino lapidato, ottava giornata, novella terza), con il nome di elitropia; è la pietra legata al segno zodiacale dell'Ariete.

## Giacimenti
I giacimenti principali sono in India;  si trova anche in Brasile, Cina, Australia e negli Stati Uniti d'America. 
Nell'isola di Rum, in Scozia, c'è un affioramento di "diaspro sanguigno".

## In letteratura
Come pietra preziosa verde, si attribuiva all'elitropia la virtù di guarire le morsicature dei serpenti e anche di rendere invisibile chi la portava indosso. 
Ne parla Boccaccio, nella Novella di Calandrino e l'elitropia (VIII, 3), nel Decameron: 
Dante ne parla nel XXIV canto dell'Inferno: 

Il commentatore Francesco da Buti spiega: 

### Elitropia come erba

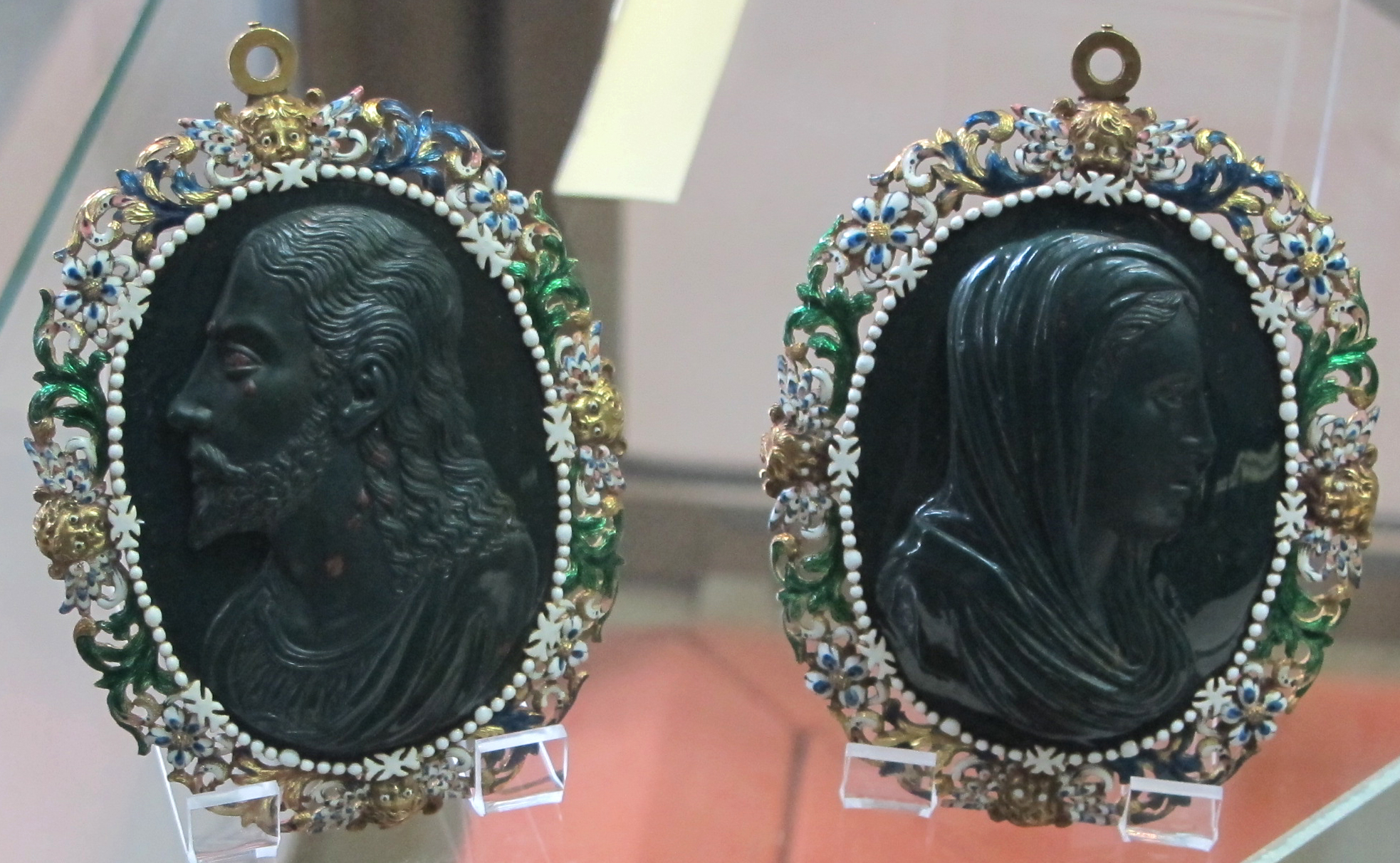
Coppia di cammei in eliotropio, Firenze, 1560 ca.

Sempre incentrata sul leggendario potere di rendere invisibili chi la portava, esisteva un'altra tradizione che considerava l'elitropia come erba: esiste infatti anche la pianta dell'Heliotropium.

 
Francesco Sacchetti oscilla tra le due interpretazioni magiche,
 ma dopo dice: 
Anche Franco Sacchetti riporta, oltre il valore di pietra quello di vegetale: